# Christy Ring
 Nicholas Christopher Michael Ring, né le 12 octobre 1920 à Cloyne (Comté de Cork) et décédé le 2 mars 1979 à l’âge de 57 ans, plus connu sous le nom de Christy Ring, est un joueur de hurling irlandais. Il joue au hurling dans le club de sa ville de naissance Cloyne GAA avant d’évoluer au Glen Rovers GAA de 1941 à 1967, date à laquelle il prend sa retraite sportive. Il est membre de l’équipe du Cork GAA de 1939 à 1963.
Il est considéré comme le plus grand hurler de tous les temps. Son record de 64 matchs disputés en championnat d’Irlande établi en 1963 n’a toujours pas été dépassé. Son record de 33 buts n’a été battu que dans le courant des années 1970. Il a remporté huit All-Ireland avec Cork et dix-huit Railway Cup avec le Munster. Aucun autre joueur n’a dépassé les dix victoires dans cette compétition. Ring est enfin un des trois joueurs à avoir remporté trois fois le All-Ireland en étant capitaine de l’équipe. Son talent aura été tout au long de sa carrière de travailler sans relâche pour développer un ensemble de techniques complétées par une grande capacité de compréhension du jeu et d’anticipation. Il est connu pour avoir été d’une grande résistance physique, particulièrement débrouillard mais a aussi une réputation d’excentricité.
La carrière de Christy Ring a été couronnée de très nombreux prix et distinctions. En 1959, à l’âge de 39 ans, il est élu meilleur joueur de hurling de l’année. En 1984, il est nommé à titre posthume dans l’équipe du siècle de l’Association athlétique gaélique ou GAA, puis en 2000 dans l’équipe du millénaire.

## Sa vie privée
Christy Ring nait à Kilboy, un lieu-dit situé à quelques kilomètres de Cloyne dans le Comté de Cork. Il est de deuxième d’une fratrie de cinq enfants. Peu après sa naissance, la famille Ring déménage pour Spittal Street à Cloyne. Christy est gagné par la passion du hurling, suivant ainsi l’exemple de son père Nicholas lui-même hurler dans le club de Cloyne GAA. Tout jeune, il part pour Cork (situé à une vingtaine de kilomètres) à bicyclette avec son père pour voir évoluer le Cork GAA.
Ring est scolarisé à l’école publique de Cloyne et est perçu comme un élève calme et appliqué. Un jour, le maître d’école décide d’offir un hurley et un sliotar à l’élève qui se classera à la première place dans la classe. Christy s’applique et obtient cette première place.
Comme il est fréquent à cette époque, Ring quitte l’école à l’âge de 14 ans. Son premier travail est un poste d’apprenti mécanicien dans une petite entreprise de Midleton. Il déménage ensuite à Cork et devient chauffeur de camion pour Córas Iompair Éireann. En 1953, Ring commence à travailler pour Shell. Il sera chauffeur-livreur pour la compagnie jusqu’à son décès prématuré.
Christy Ring est aussi un catholique dévôt. Avant chaque grand match, il allume une bougie dans l’église locale et après chaque rencontre rentre chez lui pour assister à la messe du soir.

## Sa carrière de joueur

### En club
Dans les années 1930 un nouveau club affilié à l’association athlétique gaélique se crée à Cloyne. Ring et ses amis jouent au hurling dans les rues de leur village. Il a 12 ans lorsqu’il dispute son tout premier véritable match de hurling dans l’équipe de jeunes de Cloyne. Il joue gardien de but. Il joue ensuite pour le club de St. Enda's GAA dans la ville voisine de Midleton. Il y remporte son premier trophée, le titre de champion du Comté de Cork en catégorie de jeunes. Il rejoint ensuite le prestigieux club des Glen Rovers GAA dans lequel il  fait toute sa carrière senior. En 1941 il remporte sa première compétition senior, le championnat du Comté de Cork. Lorsque Ring arrive au club, les Glen Rovers viennent de remporter huit titres consécutifs de champion du Comté de Cork. Christy Ring espère bien en remporter d’autres. Les années 1940 le voit gagner le championnat de Cork en 1944 et 1945 puis trois titres consécutifs en 1948, 1949 et 1950. Le club échoue dans l’obtention d’un quatrième titre en perdant en finale contre le Sarsfield’s GAA en 1951. À partir de 1953, le club de Ring dispute huit finales consécutives avec cinq victoires à la clé en 1953 et 1954 puis 1958, 1959 et 1960. Les Glen Rovers vont encore remporter deux titres de champion de Cork sous la direction de Christie Ring en 1962 et 1964, s’octroyant aussi cette année-là le titre de champion du Munster. Le dernier match de Ring avec les Rovers se déroule en 1967. Il s’agit d’un quart de finale  contre UCC GAA.

### Avec Cork GAA
Dès la fin des années 1930 Christy Ring est repéré par les sélectionneurs de l’équipe espoir de Cork GAA et il ne tarde pas à faire à intégrer l’équipe. Il est remplaçant lors des titres de champion du Munster puis de champion d’Irlande conquis en 1937. L’année suivante, Ring est titulaire dans l’équipe et participe pleinement à la victoire écrasante en finale du Championnat du Munster contre Kerry GAA sur le score de 9-3 à 0-0. Grâce à cette victoire, Ring peut faire sa première apparition à Croke Park. La finale se joue contre Dublin GAA. Ring qui joue pourtant en défense maque un but et permet ainsi à son équipe de l’emporter 7-2 à 5-4. C’est son premier trophée en compétition All-Ireland.
Christy Ring fait ses grands débuts seniors à l’automne 1939 lors d’un match de la Ligue nationale de hurling contre Kilkenny GAA. Il devient rapidement un élément régulier de l’équipe et gagne son premier titre senior au printemps 1940, la LNH. Cette année-là Cork se qualifie aussi pour la finale du championnat du Munster mais perd contre Limerick GAA alors la meilleure équipe de la décennie.
Ring remporte sa deuxième Ligue Nationale en 1941. Le championnat d’Irlande est complètement chamboulé à cause de la fièvre aphteuse qui touche tout le pays et spécialement les comtés de Tipperary et de Kilkenny. Comme Cork est peu touché, c’est son équipe de hurling qui est désignée pour représenter le Munster en finale du All-Ireland. Cork y affronte Dublin. Le match tourne complètement à l’avantage des sudistes qui l’emportent très largement 5-11 à 0-6. . C’est une des plus larges victoires enregistrée en finale du championnat. Ring remporte ainsi son tout premier titre national au niveau senior. Un peu plus tard dans l'année se déroule la finale du championnat du Munster qui avait été reportée en raison de l'épizootie. Tipperary GAA prend sa revanche et bat le tout nouveau champion d'Irlande.
En 1942, l’équipe de Cork est toujours conquérante. Ring remporte son premier championnat du Munster en défaisant en finale Tipperary. Cork se qualifie ainsi pour sa deuxième finale du All-Ireland consécutive. Johnny Quirke donne l’avantage à Cork grâce à un but en fin de première mi-temps. La deuxième mi-temps confirmera la victoire de Cork sur le score de 2-14 à 3-4.
Une victoire contre Waterford GAA permet à Ring d’ajouter un titre de champion du Munster à son palmarès en 1943 avant de disputer une troisième finale consécutive en All-Ireland. Cette fois-ci l’adversaire est Antrim GAA qui a déjà éliminé deux des plus grosses équipes de hurling, Galway et Kilkenny. La finale est toutefois à sens unique. Cork l’emporte très facilement 5-16 à 0-4. C’est le troisième titre consecutive de Ring.
En 1944, Cork affronte Limerick en finale du championnat du Munster. Alors que le match se termine sur un match nul 4-13 à 6-7 et que l’assistance pense déjà au match d’appui qui devra départager les deux équipes, Christy Ring récupère le sliotar dans sa propre moitié de terrain  et commence un raid en solitaire. Il dribble plusieurs adversaires et marque le but qui donne la victoire à son équipe. Beaucoup en Irlande pensent que c’est à ce moment-là que Ring devient la grande star du hurling, prenant alors la place dans les cœurs irlandais de Mick Mackey. Une fois de plus Cork doit défier Dublin GAA en finale du All-Ireland et, comme pour les trois finales précédentes, les hommes du Munster l’emportent facilement, Cork 2-13 Dublin 1-2. Cork établi un nouveau record de quatre victoires consécutives. En 2009 ce record est toujours d’actualité. Christy Ring compte quatre titres de champion d’Irlande alors qu’il n’a que 24 ans.
Cork perd son titre provincial contre Tipperary GAA en 1945 mais le reconquiert l’année suivante avec Ring arborant le capitanat de l’équipe. Dans le Championnat d’Irlande, Cork affronte pour la première fois depuis 1939 son vieux rival de Kilkenny. Deux buts, dont un de Ring, donne l’avantage à Cork en première mi-temps. La seconde période est encore plus prolifique : avec cinq buts de plus Cork l’emporte largement 7-5 à 3-8 pour Kilkenny. C’est le cinquième titre en six ans pour Cork et Ring.
Ring remporte un cinquième titre du Munster en 1947 en battant pour la deuxième fois consécutive Limerick. La finale du All-Ireland est la revanche de celle de l’année précédente. Elle est décrite par beaucoup d’observateurs du hurling comme la plus grande finale du championnat. Mossy O'Riordan et Joe Kelly marquent deux buts qui donne un avantage certain à Cork, mais Kilkenny réagit sous l’impulsion de Terry Leahy et Jim Langton. Kilkenny l’emporte d’un tout petit point, 0-14 à 2-7. Cette défaite marque pour Cork une rupture après une série impressionnante de victoires et précède quatre années de vaches maigres en championnat pour les Rebelles.
L’équipe de Cork revient sur le devant de la scène en 1952 en remportant un sixième titre de champion du Munster en ayant battu en finale Tipperary GAA triple vainqueur consécutivement du All-Ireland. Dublin est l’adversaire de la finale du All-Ireland, mais ils sont complètement surclassés : 2-14 à 0-7. Ring remporte son sixième All-Ireland.
En 1953, Ring reprend le capitanat de l’équipe de Cork. L’année commence bien avec l’octroi d’une troisième Ligue Nationale et d’un septième titre dans le Munster. Le All-Ireland se conclut par une finale entre Galway GAA et Cork. Les rebelles l’emportent 3-3 à 0-8 et Ring égale le record de victoire pour un hurler avec un septième All-Ireland. La finale est toutefois est obscurcie par la polémique due à la blessure du capitaine de Galway, Mick Burke. Après le match à l’hôtel Grisham à Dublin une bagarre éclate entre un joueur de Galway et Ring. Le lendemain matin, une autre altercation éclate quand un joueur de Galway tente de nouveau de frapper Ring. À chaque fois les échauffourées se terminent aussi vite qu’elles avaient commencé.
En 1954, Ring, toujours capitaine de l’équipe de Cork, tente d’entrer dans l’histoire en remportant un huitième All-Ireland. Sur la route de Croke Park se dresse d’abord Tipperary en finale du Championnat du Munster. Cork l’emporte 2-8 à 1-8. En finale du All-Ireland, Cork se voit opposer pour la première fois Wexford GAA. Le match se déroule devant une affluence record de 85 000 personnes rassemblées pour voir les champions du Munster battre les champions du Leinster 1-9 à 1-6 et permettre ainsi à Ring de devenir le premier hurler à remporter un huitième titre de champion d’Irlande.
Cork perd son titre provincial en 1955 mais les Rebelles sont de retour en 1956 et affrontent Limerick en finale. Limerick semble bien parti pour l’emporter jusqu’à dix minutes de la fin du match. C’est alors que Ring déploie son exceptionnel talent en marquant trois buts et un point et s’adjuge ainsi son neuvième titre de champion du Munster. Une fois de plus c’est Wexford qui affronte Cork en finale du All-Ireland. Le match reste un des classiques du hurling. Le tournant du match a lieu sur une parade exceptionnelle du gardien de but  de Wexford, Art Foley, qui repoussant un tir de Ring avec son sliotar permet en plus à la balle de rester en jeu et lance immédiatement une contre attaque qui se solde par un but. Wexford remporte la partie 2-14 à 2-8. À la fin du match, deux joueurs de Wexford, Nick O'Donnell et Bobby Rackard soulèvent Christy Ring et le portent en triomphe. Wexford remporte la finale, mais il ne fait alors aucun doute pour les spectateurs et les joueurs que le véritable héros du match est Christy Ring.
Les années suivantes sont difficiles pour Ring et l’équipe de Cork n’arrive plus à gagner. Les défaites contre Waterford GAA dans le championnat du Munster en 1957 et 1958 ont été suivies de défaites encore plus lourdes contre Tipperary en 1960 et 1961. Christy Ring semble toutefois être à l’apogée de son art. Il est le meilleur marqueur de la Ligue Nationale en 1959 en étant le premier joueur à marquer en moyenne plus de 10 points par match, puis en 1961 et 1962. En 1964, alors âgé de 43 ans, il est encore élu le meilleur joueur de Cork.
Le dernier match de championnat d’Irlande de Christy Ring se déroule en 1962 contre Waterford. Il est de plus sur la liste des remplaçants en 1963 lors de la demi-finale du Munster contre Tipperary. En 1964, il se déclare encore disponible pour jouer en équipe de Cork, mais le comité de sélection ne le prend pas dans l’équipe. Après 25 ans et un record de 64 matchs en équipe de Cork, sa carrière en équipe du Comté prend fin.

### Avec le Munster GAA
La participation de Christy Ring à la Railway Cup est remarquable tant sur le plan de la longévité que du succès. Alors qu’il apprécie la rivalité avec les autres comtés dans le championnat du Munster, il se sent honoré d’être sélectionné avec les meilleurs joueurs de Tipperary, Limerick, Waterford et Clare au sein de l’équipe du Munster GAA.
Ring joue son premier championnat inter-provinces avec le Munster en 1941 et participe à 23 épreuves consécutives jusqu’en 1963. Pendant cette période il remporte un record de 18 Railway Cup. Aucun autre sportif dans l’histoire de la GAA n’a remporté autant de titres inter-provinces.
En 1957, il dispute la finale de la Railway Cup contre le Connacht GAA à Croke Park pour l’inauguration de la nouvelle tribune Hogan Stand. Au cours de ce match il marque 4 buts et 5 points  sur les 7-11 de son équipe soit à lui seul plus que toute l’équipe adverse (2-6).

## Sa retraite sportive
Après avoir rendu sa retraite sportive officielle, Christy Ring devient sélectionneur de plusieurs équipes à différents niveaux de jeu. En 1963, il est le mentor de l’équipe première de St Finbarr's College à Farranferris qui remporte à la fois le titre de champion du Munster  et le All-Ireland au niveau scolaire.
Ring est ensuite sélectionneur de son club de toujours, le Glen Rovers GAA, qui remporte les titres de champion du Comté de Cork, du Munster et le All-Ireland au début des années 1970.
En 1974, Ring devient sélectionneur pour l’équipe de hurling de Cork. La campagne est infructueuse cette année-là. Il quitte l’équipe en 1975 pour y revenir en 1976. L’équipe de Cork remporte alors le titre du Munster avant de disputer la finale du All-Ireland une nouvelle fois contre Wexford GAA. Après six minutes de jeu, Cork est largement dominé 2-2 à 0-0. Ring prend alors la décision de remplacer Jimmy Barry-Murphy au poste d’avant-centre. Ce changement tactique est le point déclencheur de la remontée de Cork qui s’impose finalement 2-21 à 4-11. En 1977, Cork réalise une nouvelle fois le doublé Munster/All-Ireland avec Ring comme sélectionneur. 1978 est une année tout à fait particulière pour Ring et l’équipe de Cork. Cork remporte une troisième fois le titre du Munster sous la direction de Ring avant de partir à Croke Park défier Kilkenny GAA en finale du All-Ireland. Une nouvelle fois le management de Christy Ring fait des merveilles et permet au Munstermen de gagner une nouvelle fois contre leur meilleur ennemi 1-15 à 2-8. Cette victoire intervient 40 ans après le premier succès de Ring en Championnat d’Irlande (en compétition Espoir). Après avoir été un joueur d’exception, Christy Ring complète son palmarès déjà glorieux par trois titres consécutifs en  tant que sélectionneur. La finale de 1978 est la toute dernière visite de Ring à Croke Park.
Le 2 mars 1979, alors qu’il passe devant le Cork College of Commerce, Christy Ring s’écroule terrassé par une crise cardiaque. Il décède un instant après. Il est alors âgé de 58 ans. La nouvelle de sa mort provoque un choc parmi la population irlandaise. Ses funérailles sont parmi les plus grandes organisées à Cork avec plus de 60 000 personnes postées dans les rues, le long du cortège funèbre. De très nombreux hurlers qui ont accompagné Ring dans ses différentes équipes sont présents. Parmi eux on compte Mick Mackey, Jimmy Doyle, Tony Reddin, Ned Power, John Doyle, Jackie Power, Tommy Doyle et Mickey Byrne. Les élèves de Farrenferris font une haie d’honneur et portent le maillot noir, vert et or du Glen Rovers GAA. La messe est présidée par l’évêque de Cork Cornelius Lucey. Le prêtre qui célèbre l’office est Charlie Lynch, le frère de l’ancien coéquipier et Taoiseach Jack Lynch.
L’oraison funèbre est prononcée par le Taoiseach Jack Lynch en personne. Ses derniers mots sont les suivants : 

« As long as young men will match their hurling skills against each other on Ireland's green fields, as long as young boys swing their camáns for the sheer thrill of the feel and the tingle in their fingers of the impact of ash on leather, as long as hurling is played the story of Christy Ring will be told. And that will be forever. »

## Palmarès
- All-Ireland Senior Hurling Championship: 8 (record)
  - Vainqueur : 1941, 1942, 1943, 1944, 1946, 1952, 1953, 1954.
  - Finaliste (2): 1947, 1956.
- Munster Senior Hurling Championship: 9
  - Vainqueur : 1942, 1943, 1944, 1946, 1947, 1952, 1953, 1954, 1956
- Ligue nationale de hurling: 3
  - Vainqueur : 1939-1940, 1940-1941, 1952-1953
  - Finaliste (1): 1948-1949
- Railway Cup: 18 (record)
- Texaco Hurler of the Year
  - Joueur de l'année 1959